# Economia informale
L'economia informale è l'insieme di transazioni di beni e servizi non inclusi nella contabilità nazionale; include quindi tutti i beni e servizi scambiati senza avere come contropartita salari e garanzie istituzionalizzate, tra cui quelli prodotti all'interno del nucleo familiare per autoconsumo ed ampi settori quali quelli del volontariato (ma non le attività economiche onlus). 

## Nel mondo
Un rapporto del 2018 su dati 2017 dell'Organizzazione internazionale del lavoro indica in due miliardi di persone nel mondo impiegate nell’economia informale ovvero il 61% di tutti i lavoratori. 
Il lavoro irregolare raggiunge l’85,8% in Africa, il 68,6% negli Stati arabi, il 68,2% in Asia e Pacifico, il 40% nelle Americhe e il 25,1% in Europa e Asia centrale. Il 93% dell’occupazione informale mondiale si trova nei paesi emergenti e in via di sviluppo.
L’informalità diminuisce all’aumentare del livello di scolarizzazione. Le persone che hanno completato gli studi secondari e terziari hanno meno probabilità di lavorare nell’economia sommersa rispetto ai lavoratori che non hanno completato il ciclo di studi minimi obbligatori. Le persone che vivono nelle aree rurali hanno una probabilità quasi doppia di lavorare in nero. L’agricoltura, con il 90% è il settore con il più alto livello di occupazione informale.

## Contabilità, mercato ed economia informale
L'importanza dell'economia informale raggiunge l'apice nei paesi dove rappresenta il principale tipo di economia, mettendo in discussione gli assunti economici mainstream globali .
Si tratta quindi di forme economiche difficilmente misurabili e che richiedono un ripensamento del valore economico dei beni e servizi passando da forme di valore misurato a forme di valore percepito. Tale sforzo di studio econometrico è reso necessario da fatto che forme di economia informale sono sempre più presenti anche in ragione dell'evoluzione del cd. Web 2.0. Un esempio su tutti: annotare una voce di Wikipedia ha un valore economico indiscusso, calcolabile in tempo valorizzato secondo la professionalità dello scrivente e dell'attendibilità del risultato, ma è accertabile solo in maniera informale.
Diverso totalmente il tema dell'economia illegale che ha lo scopo di non far emergere il valore economico per svariati motivi che vanno dalla contrarietà ai codici etici, all'ordine pubblico per arrivare al fine di evitare la tassazione o operare in modo lesivo della concorrenza. Attività come lo spaccio di sostanze stupefacenti, l'evasione fiscale, il contrabbando rientrano in questa categoria, in quanto gli autori del reato di certo non dichiarano né i proventi del loro reddito né il reddito stesso. Ma vi sono anche altre attività, non riconducibili a fattispecie di reato, che costituiscono elementi di un'economia informale: prestito tra familiari o amici, offerta volontaria di lavoro o di aiuto, prestazioni gratuite rientranti nelle norme di cortesia o nei rapporti di buon vicinato, tutte attività passibili (seppure con le dovute cautele) di valutazione in termini monetari ma che, essendo in questo caso gratuite, non vengono contabilizzate nel PIL.
Le cautele da applicare a queste valutazioni non sono di poco conto in quanto se si analizza il fenomeno nella sua profondità e vastità, la possibilità di valutazione in termini monetari diventa sempre più labile in concomitanza con la crescente difficoltà di distinguere ciò che appartiene indiscutibilmente all'«economico» da ciò che non gli appartiene. È infatti possibile valutare il volume d'affari delle attività criminali o stimare l'ammontare complessivo delle imposte evase, ma è difficoltoso fare altrettanto con certe erogazioni di servizio pubblico, ed è praticamente impossibile farlo con l'economia domestica, l'autoproduzione e l'autoconsumo.
Da quest'ultima osservazione è possibile ricavare un altro modo per delimitare i due campi dell'economia informale e dell'economia di mercato. L'economia informale può essere descritta come quella che si sottrae ad almeno uno degli aspetti che caratterizzano l'economia moderna (produzione orientata al profitto, effettuata tramite imprese basate sulla divisione del lavoro e rispondente a norme giuridiche di diritto commerciale).
Infine è importante tenere conto del fatto che l'economia di mercato e l'economia informale non sono due mondi separati e non comunicanti – anzi, si può rilevare come le condizioni dell'una influiscano su quelle dell'altra, in un incastro di strutture spesso complementari. L'economia informale, non a caso, ha cominciato ad attirare l'attenzione dei sociologi a partire dalle crisi economiche degli anni 1970, che hanno dato un potente impulso al diffondersi di attività economiche distaccate da quelle capitalistiche e industriali in senso stretto.